# 633225 Daukša
633225 Daukša è un asteroide della fascia principale. Scoperto nel 2009, presenta un'orbita caratterizzata da un semiasse maggiore pari a 2,5548429 au e da un'eccentricità di 0,1315340, inclinata di 8,65263° rispetto all'eclittica.
L'asteroide era stato inizialmente battezzato 633225 Dauksa per poi essere corretto nella denominazione attuale.
L'asteroide è dedicato all'umanista lituano Mikalojus Daukša.